# Psychoda canalis
Psychoda canalis är en tvåvingeart som beskrevs av Quate 1999. Psychoda canalis ingår i släktet Psychoda och familjen fjärilsmyggor. Inga underarter finns listade i Catalogue of Life.